# Grijsbuikmiervogel
De grijsbuikmiervogel (Ammonastes pelzelni) is een zangvogel uit de familie Thamnophilidae (miervogels). Deze vogel is genoemd naar de Oostenrijkse ornitholoog August von Pelzeln.

## Verspreiding en leefgebied
Deze soort komt voor in het uiterste oosten van Colombia, zuidwestelijk Venezuela en het uiterste noordwesten van Brazilië.

## Status
De grootte van de populatie is niet gekwantificeerd maar de soort wordt omschreven als schaars tot vrij algemeen binnen de grenzen van het beperkte verspreidingsgebied. Op de Rode lijst van de IUCN heeft deze soort de status niet bedreigd.